# Jean-Baptiste Bertrand-Geslin
Pour les articles homonymes, voir Bertrand et Geslin.
Jean-Baptiste Bertrand-Geslin, né le 10 septembre 1770 au Luc et mort le 6 octobre 1843 dans la même ville, est un militaire et homme politique français. Il est maire de Nantes de 1805 à 1813 et en 1815, durant les Cent-Jours, député de la Loire-Inférieure en 1815 et maire de La Flèche sous la monarchie de Juillet.

## Biographie

### Origines et famille
Jean-Baptiste Bertrand, Issu d'une famille noble de Provence, est le fils de Jean-Baptiste-Louis Bertrand et d’Anne-Françoise Charles. Son père, capitaine au régiment de Languedoc (infanterie), a ensuite été commandant « des volontaires du Sénégal » et est mort dans ce pays en 1783.
Il est le frère du général d'Empire Louis Bertrand de Sivray (1766-après 1832).
En 1794, officier de l'armée de la République à Nantes, il épouse Marie-Adelaïde Geslin, fille de René Geslin, négociant, filleule de Pierre Richard de la Pervenchère, riche héritière des châteaux de l'Oiselinière à Gorges et de la Rousselière à Frossay. Ils auront un fils, Charles, géologue et minéralogiste, qui lèguera à la ville de Nantes sa collection minéralogique et sa bibliothèque.

### Carrière militaire
Officier comme son père, il fait les premières campagnes de la Révolution. Il est promu capitaine en 1792. Il reste au service de la République et, en 1793, est affecté à Nantes avec le 109e régiment d'infanterie de ligne et participe activement à la bataille de Nantes (29 juin 1793).
En 1795, il est aide de camp du général Canclaux et participe aux négociations avec le général Charette en vue de l'accord de paix de l'an III, dit traité de La Jaunaye.
Il se retire à Nantes après avoir atteint le grade de chef de bataillon.

### Maire de Nantes: premier mandat (1805-1808)
Adjoint d’Augustin de Loynes depuis 1803, il est chargé de l’intérim dès le 7 germinal an XIII, puis est nommé maire par l'Empereur le 24 mai 1805 (« décret de Milan ») ; son installation a lieu le 15 juillet.
Ses adjoints sont René-Julien Arreau de la Renais, Louis-Amable Savary, Paul-Jean-Baptiste Fellonneau, tous trois déjà en place, Joseph Raisin de Boismorin et Henry Rossel. Parmi les conseillers, on retrouve aussi beaucoup de ceux du mandat précédent, notamment Pierre-Joseph Lincoln (négociant), Donatien Marion de Procé (propriétaire).
Son premier mandat est marqué par la visite de l'empereur à Nantes les 9, 10 et 11 août, visite préparée depuis plusieurs semaines.
La visite de Napoléon à Nantes (août 1808)
Après son passage à La Roche-sur-Yon le 8, Napoléon arrive à Nantes le 9 à 2 heures 30 du matin ; il est accueilli à Pont-Rousseau où le maire lui remet les clefs de la ville sous un arc de triomphe. Il est hébergé à l'hôtel d'Aux, résidence du commandant de la garnison, le général Dufour. Le matin du 9, il reçoit les autorités (maire, évêque, responsables de la chambre de commerce, président du conseil général, ingénieurs des Ponts et Chaussées...). L'après-midi, il visite le lycée impérial ouvert en avril et quelques autres lieux de la ville. Une fête a lieu dans la soirée. Le 10, l'empereur visite Indret, le chantier Crucy de Basse-Indre et le port de Paimbœuf. Le maire évoque alors la perspective d'un avant-port à l'entrée de l'estuaire de la Loire. Une nouvelle fête a lieu le soir (illuminations des cours, bal). L'empereur part le matin du 11 pour Angers. La visite a coûté 100 000 francs à la ville, mais elle a obtenu des crédits pour plusieurs chantiers (Bourse, pont sur l'Erdre, alignement de quais).

### Second mandat (1808-1813)
Il est de nouveau nommé maire le 19 mai 1808. Il conserve trois de ses adjoints : Arreau, Raisin et Rossel, avec deux nouveaux : Augustin Bachelier de Bercy et Pierre-Antoine Carré de Lusançais. Le conseil municipal ne change presque pas (on peut noter l’apparition de Louis Levesque durant ce mandat).
Le 10 novembre 1810, il est nommé président du collège électoral de la Loire-Inférieure, remplaçant Eugène-Napoléon Bonaparte.
Il est fait chevalier de l’Empire, puis reçoit le titre de baron de l'Empire en 1810.
Après la campagne de 1812, il offre à l'empereur, au nom de la ville de Nantes, cinquante cavaliers équipés.
Il démissionne en 1813 et est remplacé par François-Marie-Bonaventure du Fou.

### Réalisations à Nantes
Durant ses deux premiers mandats, ont eu lieu de nombreuses transformations :
- rétablissement de la Bibliothèque publique
- création du Muséum d'histoire naturelle
- fondation du Musée de peinture
- achat de la collection Cacault
- mise en route du lycée impérial
- achèvement de la Bourse
- construction de la Poissonnerie au bout de l'île Feydeau

### Troisième mandat (1815)
Le 18 avril 1815, il prend en charge la fonction de maire à la demande des habitants de Nantes. Cette situation est officialisée le 1er mai par le comte Miot de Melito, commissaire extraordinaire pour la 12e région militaire (La Rochelle). Le 12 mai 1815, il est élu député du département de la Loire-Inférieure.
Sa municipalité reste incomplète : seulement deux adjoints sur les 5 nommés : François-Marie Varsavaux (notaire) et Jacques-Gabriel Mercier (négociant) ; 20 conseillers sur les 30 nommés, dont : Guillaume du Coudray-Bourgault (négociant), Colin fils (confiseur).
Le 31 mai, il reçoit la croix d'officier de la Légion d'honneur.
Il est destitué lors du retour de Louis XVIII et même révoqué de l’ordre de la Légion d’honneur.

### SecondeRestaurationetMonarchie de Juillet
Obligé de quitter Nantes, il se retire sur un de ses domaines, Bellefontaine, dans la Sarthe.
Candidat aux élections du 1er octobre 1821, dans le 2e arrondissement électoral de la Loire-Inférieure (Saint-Philbert-de-Grand-Lieu), il échoue avec 66 voix contre 109 à son concurrent, le vicomte de Juigné.
Au lendemain de la révolution de Juillet, il est nommé maire de La Flèche le 11 septembre 1830. Le 28 novembre 1831, il est rétabli dans l’ordre de la Légion d’honneur.
En 1832, il est nommé membre du conseil général de la Sarthe.
En 1835, il démissionne pour raisons de santé de ses divers mandats. En 1841, il accepte d’être conseiller municipal de Villaines-sous-Malicorne.

## Distinctions

### Titre
- Baron de Bertrand Geslin et de l'Empire (décret du 5 mars 1810, lettres patentes signées à Rambouillet le 11 juillet 1810).

### Décorations
| Officier de la Légion d'honneur |

- Légion d'honneur[11]
  - Légionnaire (10 août 1808), puis,
  - Officier (décret du 11 mai 1815), et,
  - de nouveau Officier de la Légion d'honneur (28 novembre 1831).

### Armoiries
| Armoiries | Blasonnement |
| --------- | --- |
|           | Armes du baron Bertrand-Geslin et de l'Empire Écartelé, au premier d'or, à la bande d'azur, chargée de trois étoiles d'argent ; au deuxième des barons pris parmi les maires ; au troisième d'azur au vaisseau à trois mats voguant sur une mer d'argent ; au quatrième de sable au casque taré de fasce d'or, traversé en bande d'une épée haute d'argent. - Livrées : jaune, rouge, bleu, noir et blanc. Ses armoiries ornent la façade du Théâtre Graslin à Nantes. |